# Michele Morrone
Michele Morrone (Bitonto, 3 ottobre 1990) è un attore italiano, che ha ottenuto notorietà internazionale dopo aver interpretato il ruolo di Massimo Torricelli nel film 365 giorni (2020) e nei suoi due seguiti, 365 giorni - Adesso (2022) e Altri 365 giorni (2022).

## Biografia

### Origini
Ultimo di quattro figli con tre sorelle più grandi, è nato a Bitonto, in provincia di Bari, il 3 ottobre 1990.
Poco dopo la famiglia si trasferì a Melegnano, in provincia di Milano, in cerca di migliori opportunità di lavoro: il padre si chiamava Natale e lavorava come operaio edile, ma poi è morto per demenza senile precoce nel 2003 all'età di 56 anni, quando Michele aveva solo 12 anni.

### Carriera di attore
Appassionato di teatro fin dalle scuole medie, ha frequentato un corso di recitazione presso il Teatro Fraschini di Pavia. In seguito, poco più che ventenne, si è trasferito a Roma dove ha lavorato come cameriere "acchiappino" col sogno di lavorare nel cinema, partecipando alle prime audizioni.
Nel 2011 è stato scelto nella miniserie televisiva Come un delfino 2, recitando al fianco di Raoul Bova. Successivamente ha recitato in piccoli ruoli nelle fiction Che Dio ci Aiuti 3, Squadra Antimafia 6 e Provaci ancora Prof! 6. Nel 2016 ha partecipato all'undicesima edizione di Ballando con le stelle, classificandosi al secondo posto in coppia con la ballerina Ekaterina Vaganova. 
Nel 2017 ha ottenuto il suo primo ruolo da protagonista, quello del tritone Ares nella fiction Sirene in onda su Rai 1. Nel 2019 è stato inserito nel cast della serie televisiva Il processo e ha preso parte a due episodi de I Medici. Nello stesso anno Michele ha interpretato il ruolo di protagonista, il tossicodipendente Luigi, nel film Bar Giuseppe, a fianco di Ivano Marescotti.
Nel 2020 ha interpretato Massimo Torricelli, un boss mafioso, nel film erotico polacco 365 giorni, distribuito su Netflix.. Il film è stato stroncato dalla critica, mentre Morrone è stato candidato al Razzie Awards.
Ha firmato un contratto triennale con la società di produzione di due film che completano la trilogia: 365 giorni - Adesso e Altri 365 giorni, usciti rispettivamente il 22 aprile e il 19 agosto 2022. Sempre nel 2020 ha interpretato Marcello Bianchini accanto a Giancarlo Giannini nel film Duetto.
Nel 2021 avrebbe dovuto entrare a far parte della seconda stagione della serie tv spagnola Netflix, Toy Boy. Tuttavia ha abbandonato la serie per motivi personali, venendo sostituito da Alex Gonzalez. 
Il 1º maggio 2025 è uscito il film Un altro piccolo favore, sequel del film del 2018 Un piccolo favore, in cui interpreta il ruolo di Dante Versano.

### Musica
Il 14 febbraio 2020 viene pubblicato l'album di debutto di Morrone, Dark Room. Il progetto, che contiene anche alcune delle canzoni facenti parte della colonna sonora di 365 giorni, riesce ad ottenere un discreto successo, soprattutto in Polonia, dove raggiunge la seconda posizione nella classifica degli album.

## Vita privata
L'attore si è sposato nel 2014 con Rouba Saadeh, una stilista libanese collaboratrice di Elie Saab, che è diventata madre dei loro due figli. I coniugi hanno divorziato nel 2018 dopo essere stati insieme per quasi otto anni. In seguito ha avuto una relazione con Anna-Maria Sieklucka, co-protagonista di 365.
Nell'agosto del 2023 l'attore è stato coinvolto in una lite a Campomarino, in provincia di Taranto, dove secondo quanto si è potuto ricostruire, uno sguardo di troppo, forse per un parcheggio, è degenerato in una lite; il 24enne alla guida dell'altra auto è stato trasportato all'ospedale Santissima Annunziata di Taranto per traumi al volto e in altre parti del corpo provocati dallo scontro fisico con l'attore.

## Filmografia

### Cinema
- E la vita continua, regia di Pino Quartullo, cortometraggio (2012)
- Who's the Beast, regia di Diletta Di Nicolantonio,  cortometraggio (2017)
- L'ultimo giorno del toro, regia di Alessandro Zizzo (2018)
- Bar Giuseppe, regia di Giulio Base (2019)
- 365 giorni (365 Dni), regia di Barbara Białowąs e Tomasz Mandes (2020)
- Duetto, regia di Vicente Amorim (2021)
- 365 giorni - Adesso (365 Days - This Day), regia di Barbara Białowąs e Tomasz Mandes (2022)
- Altri 365 giorni (The Next 365 Days), regia di Barbara Białowąs e Tomasz Mandes (2022)
- Subservience, regia di S.K. Dale (2024)
- Un altro piccolo favore (Another Simple Favour), regia di Paul Feig (2025)
- Home Sweet Home Rebirth, regia di Alex & Steffen (2025)
- The Housemaid, regia di Paul Feig

### Televisione
- Come un delfino – miniserie TV (2011)
- Che Dio ci aiuti – serie TV, episodio 3×06 (2014)
- Squadra antimafia 6 - serie TV, episodio 6x06 (2014)
- Provaci ancora prof! – serie TV, episodio 6x04 (2015)
- Sirene – serie TV (2017), 6 episodi
- Una donna contro tutti - Renata Fonte, regia di Fabio Mollo – film TV (2018)
- Il processo – serie TV (2019)
- I Medici (Medici) – serie TV, episodi 3x01-3x03 (2019)

## Programmi televisivi
- Ballando con le stelle 11 (Rai 1, 2016) Concorrente

## Discografia

### Album
- 2020 – Dark Room
- 2023 – Double

### EP
- 2023 – Sweet Dreams (Are Made Of This)

### Singoli
- 2020 – Hard for Me
- 2021 – Beautiful
- 2022 – Another Day
- 2022 – Player
- 2022 – Angels
- 2022 – Push Me
- 2023 – Bad Game
- 2024 – Aghislov

## Campagne pubblicitarie
- Guess (2020)
- Dolce & Gabbana (2020-2025)

## Doppiatori italiani
Nelle versioni in italiano nelle opere in cui ha recitato, Michele Morrone è stato doppiato da:
- Marco Vivio in 365 giorni, 365 giorni - Adesso, Altri 365 giorni

## Riconoscimenti
- Razzie Awards
  - 2021 – Candidatura al peggior attore protagonista per 365 giorni